# Semmeringpasset

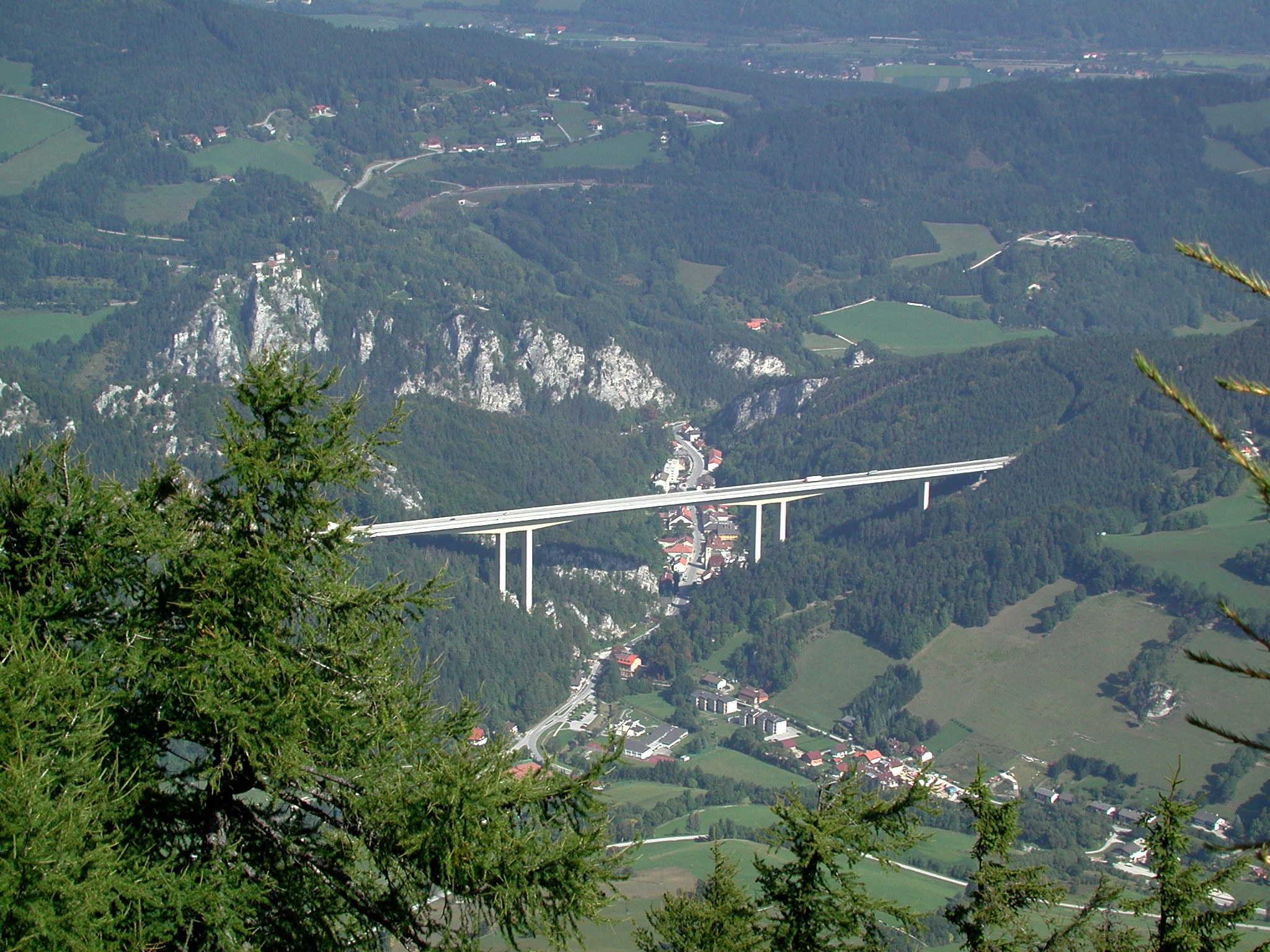
Motortrafikleden Semmeringschnellstrasse

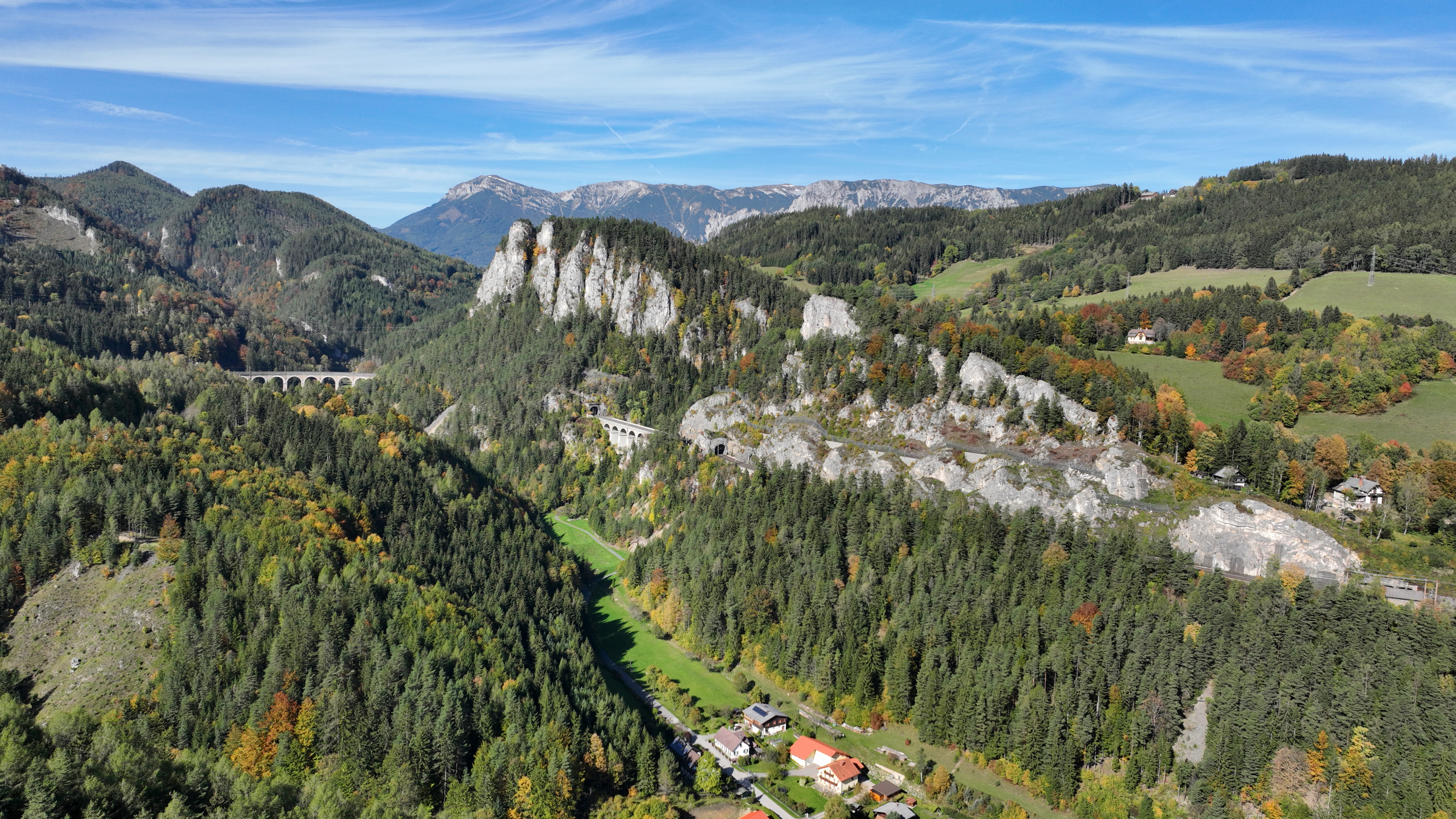
Semmeringbanan

Semmeringpasset är ett 984 m högt bergspass i Österrike vid gränsen mellan förbundsländerna Steiermark och Niederösterreich. Den utnyttjas av både järnvägen (Semmeringbanan) och motorvägen (motortrafikled S6).
Semmeringpasset är beläget mellan Rax-Schneeberggruppen i norr och Wechselbergen i söder. Passet användes redan på 1100-talet, en väg byggdes kring 1735. En ny vägsträckning planerades i början på 1800-talet och byggdes mellan 1839 och 1841. Samtidigt byggdes Semmeringbanan. Mellan 1956 och 1958 moderniserades vägen med en delvis ny sträckning. Ändpunkterna är städerna Mürzzuschlag i Steiermark och  Gloggnitz i Niederösterreich.
Semmeringområdet är luftkurort och skidområde. Kring 1900 var turismen störst på Semmering då det var ett omtyckt utflyktsmål och rekreationsområde för Wiens borgarskap.